# Bangunharja
Bangunharja is een bestuurslaag in het regentschap Ciamis van de provincie West-Java, Indonesië. Bangunharja telt 4035 inwoners (volkstelling 2010).